# Maria da Graça
Maria da Gràcia és un barri de la Zona Nord del municipi del Rio de Janeiro.
El IDH de la regió, l'any 2000, era de 0,860: el 42è millor del municipi de Rio, havent estat estudiat junt amb Del Castilho.
Limita amb els barris del Jacarezinho, Del Castilho, Higienópolis, Cachambi i Manguinhos.

## Història
A la regió hi havia la Hisenda Maria da Graça, de la família Cardoso Martins. Va ser adquirida, més tard, per la Companhia Immobiliaria Nacional S/A que, el 1925, va urbanitzar el Bairro-Jardim Maria da Graça, entre el Carrer Miguel Ângelo, l'antiga Avinguda Suburbana, actual Avinguda Do Hélder Càmera, la Línia Auxiliar del ferrocarril Cèntric de Brasil i el barri Del Castilho.
L'antiga Fàbrica Cruzeiro de fósforos va donar lloc a la “General Electric - GE” d'equipaments elèctrics. L'àrea limita amb la comunitat de Jacarezinho.
L'Estació Dr. Cesário Machado va ser inaugurada el 1895, mentre que l'Estació Maria da Graça va ser inaugurada el 1929. Ambdues pertanyien la Línia Auxiliar de l'EFCB i avui es troben fora de servei. Amb la construcció de la Línia 2 del Metro, Maria da Gràcia va guanyar una nova estació el 1983.